# MTG-S 2
O MTG-S 2, também conhecido por Meteosat 16 e Sentinel 4B, é um satélite meteorológico geoestacionário europeu que está sendo construído pela Thales Alenia Space em cooperação com a OHB-System GmbH e que está prevista para ser lançado ao espaço no ano de 2029. Ele será operado pela Agência Espacial Europeia (ESA) em conjunto com a EUMETSAT. O satélite será baseado na plataforma LUXOR bus e terá uma expectativa de vida útil de 8,5 anos.